# Yannick Cappelle
Yannick Christophe Cappelle (7 juli 2003) is een Belgisch voetballer die onder contract ligt bij Zulte Waregem.

## Clubcarrière
Cappelle is afkomstig uit Aat. Hij begon er zijn jeugdopleiding bij een plaatselijke club, waar hij gescout werd door KAA Gent. Na vijf jaar bij Gent maakte hij de overstap naar Zulte Waregem.
In het seizoen 2022/23 trad Cappelle met Jong Essevee, het beloftenelftal van Zulte Waregem, aan in de Tweede afdeling. Op 31 oktober 2023 maakte hij z'n officiële debuut in het eerste elftal van de club: in de bekerwedstrijd tegen Cercle Brugge liet trainer Vincent Euvrard hem kort na het einde van de reguliere speeltijd invallen voor Christian Brüls. Zulte Waregem werd uiteindelijk uitgeschakeld na strafschoppen. Een paar weken later ondertekende hij een profcontract tot 2026. Een dag nadat Zulte Waregem dat nieuws bekendmaakte, liet Euvrard hem invallen in de competitiewedstrijd tegen de RSCA Futures (2-5-nederlaag).
Bij zijn tweede invalbeurt in  Eerste klasse B, op 15 december 2023 tegen RFC Seraing, bezorgde Cappelle zijn club in de blessuretijd een 2-1-zege. Cappelle sloot het seizoen 2023/24 af met vier invalbeurten bij het eerste elftal van Zulte Waregem.

## Interlandcarrière
Cappelle nam in januari 2020 met België –17 deel aan de Development Cup, een vriendschappelijk toernooi in Wit-Rusland. Cappelle kwam in actie in alle drie de wedstrijden van België. In 2018 speelde Cappelle met de U15 Futures-ploeg van België ook tegen de Tsjechische U15 Futures-ploeg.
1 Bostyn ·
3 Tanghe ·
4 Lemoine ·
7 Challouk ·
8 Rommens ·
9 Vossen  ·
10 Ablo Traoré ·
11 Gavriel ·
14 Barkarson ·
17 Diop ·
18 Tambedou ·
19 Nyssen ·
20 Hedl ·
21 Nnadi ·
22 Opoku ·
23 Van der Gouw ·
24 Erenbjerg ·
27 Diabaté ·
31 Willen ·
42 Dobbels ·
47 Labie ·
50 Van Damme ·
55 Cappelle ·
59 Demuynck ·
64 Sergeant ·
Coach: Vandenbroeck